# Kamisama Kiss
Kamisama Kiss (神様はじめました?, Kamisama hajimemashita, lett. "Ho iniziato a lavorare come divinità") è un manga shōjo scritto e disegnato da Julietta Suzuki e serializzato sulla rivista Hana to Yume della Hakusensha dal 2008 al 2016. In Italia il manga viene pubblicato dalla Star Comics a partire dal 10 ottobre 2013.
Una serie televisiva anime ispirata al manga è stata prodotta dallo studio TMS Entertainment sotto la regia di Akitaro Daichi e trasmesso dal 1º ottobre al 24 dicembre 2012. Una seconda stagione, intitolata Kamisama hajimemashita ◎, è stata trasmessa dal 5 gennaio al 30 marzo 2015. Entrambe le serie sono inedite in Italia. 5 OAV sono stati pubblicati insieme al manga dopo la trasmissione di entrambe le stagioni.

## Trama
Il padre di Nanami Momozono è un assiduo giocatore d'azzardo, che un giorno scompare dalla vita della figlia, dopo aver accumulato una quantità enorme di debiti e lei viene cacciata di casa dai creditori. Quella sera Nanami salva un misterioso viaggiatore di nome Mikage da un cane rabbioso, e dopo avergli raccontato la sua vicenda, come segno di ringraziamento il ragazzo le cede il suo alloggio. Incredula, si reca nel posto indicato, scoprendo che si tratta di un santuario. Qui viene subito accolta dai custodi del tempio, Onikiri e Kotetsu, e da Tomoe, un demone volpe, e scoprono che Mikage ha scelto Nanami come divinità della Terra del santuario, e le ha conferito il suo marchio nominandola nuova divinità. All'inizio Nanami è riluttante, ma vivendo al santuario con Onikiri, Kotetsu e Tomoe, si rende conto di quanto sia dura e difficile la sua posizione come nuova divinità della Terra. Col proseguire della storia, Nanami finisce per innamorarsi di Tomoe, ma lui la respinge poiché l'amore tra un umano e uno yōkai è vietato. Nonostante ciò, anche Tomoe finirà col ricambiare i suoi sentimenti.

## Personaggi

### Personaggi principali
Nanami Momozono (桃園 奈々生?, Momozono Nanami)
Doppiata da: Suzuko Mimori
Protagonista del manga, è una ragazza di 17 anni ed è stata abbandonata dal padre dopo che quest'ultimo è scappato a causa dei troppi debiti accumulati; è spesso derisa dai suoi compagni di classe perché è povera. Viene scelta come nuova divinità protettrice della Terra dopo che la precedente divinità Mikage, per ringraziarla di averlo salvato da un cane, le lascia la sua precedente abitazione, un santuario. All'inizio Nanami mostra di possedere pochi poteri spirituali, ma lavorando sodo riesce a bilanciare gli impegni scolastici con quelli del santuario, fino a compiere dei veri e propri rituali di purificazione. Ragazza molto coraggiosa e determinata, ma anche tanto buona, semplice e gentile, è sempre pronta e disposta ad aiutare chiunque ne abbia bisogno, che siano umani o yokai e questo suo lato dolce e compassionevole porta coloro che un tempo potevano essere suoi nemici e rappresentare una minaccia per Nanami, a provare un sincero rispetto e una forma di affetto verso la ragazza. Si altera facilmente quando vede Tomoe flirtare con altre donne, cosa che accade molto spesso. Tomoe mette sempre dei funghi shiitake nei cibi di Nanami, sapendo che li detesta. In seguito Nanami si innamora di Tomoe, ma lui la respinge dicendole che l'amore tra un umano e un demone è vietato. Più avanti nella storia, Nanami compie un viaggio nel passato per salvare l'amato Tomoe. Scopre così che "Yukiji", la sola donna di cui Tomoe sia mai stato innamorato, è in realtà Nanami che aveva viaggiato nel passato. Anche se Nanami non si rende conto di questo, si accorge dei sentimenti che Tomoe aveva iniziato a provare per Yukiji, e questo la lascia un po' turbata perché non può esprimere il proprio amore per Tomoe per paura di cambiare il passato. Alla fine del manga Nanami e Tomoe si sposano e vanno a vivere nel mondo umano. Qualche anno più tardi si vedono i due che ritornano al tempio Mikage con il loro bambino in braccio.
Tomoe (巴衛?)
Doppiato da: Shinnosuke Tachibana
Un demone volpe che serve la divinità della Terra come famiglio. Diversi secoli prima, era una volpe crudele e selvaggia (nota nella mitologia giapponese come yako), compagna del Re Demone, ma che di tanto in tanto mostrava pietà per le ragazze che dimostravano una grande forza di spirito. È molto cinico, imprevedibile e anche riservato, spesso canzonatorio, anche perché lui è diffidente verso gli altri, ma può essere molto affascinante quando serve. È estremamente potente, e all'apparenza è in grado di annullare i poteri di altri famigli e demoni solitari senza alcuna fatica. Tuttavia, il suo potere viene limitato dagli ordini di Nanami, che quando gli chiede di fare una cosa, deve obbedire. Può trasformare se stesso e gli altri grazie a delle foglie magiche. Si preoccupa molto per Nanami ed è consapevole di quanto lei sia fragile come essere umano, ed arriva spesso al punto di minacciare chiunque la ferisca o parli male di lei. Si capisce che una volta era innamorato di una donna umana molto malata di nome Yukiji. È spesso sottinteso che lui si sia sinceramente innamorato di Nanami, come quando si mostra gentile con lei o si rifiuta di uccidere qualcuno davanti ai suoi occhi, e diventa molto geloso quando vede altri ragazzi intorno a lei. È anche molto fedele verso Nanami, come viene mostrato quando la bacia per suggellare di nuovo il patto dopo che era stato rotto. È innamorato di lei e ricambia i suoi sentimenti, ma Nanami non è a conoscenza di questo fatto poiché è stata respinta. Negli ultimi capitoli, è stata lanciata una maledizione su Tomoe che lo ha costretto a nascondersi in uno specchio per non mostrare il suo dolore e per diventare più forte. Nanami è tornata nel passato per salvarlo e liberarlo dalla maledizione. Alla fine del manga i due si sposano e qualche anno più tardi tornano al tempio Mikage con un piccolo in braccio.

### Yōkai
Mizuki (瑞希?)
Doppiato da: Nobuhiko Okamoto
Tra i personaggi più comici è un serpente solitario ed ex-famiglio dell'ormai abbandonato e sommerso santuario di Yonomori. Da quando Nanami gli ha salvato la vita dai suoi crudeli compagni di classe liberandolo dalla finestra, si è innamorato di lei. Poco dopo la rapisce, con l'intento di sposarla, ma la giovane viene salvata da Tomoe. Nonostante questo, Nanami ha pietà di lui e promette di andare a trovarlo dopo che Tomoe l'ha salvata. Odia Tomoe, come si nota dai suoi continui richiami beffardi e canzonatori. Si spinge fino al punto da raggirare in diversi momenti Nanami (con la scusa di "aiutarla") per cercare di ostacolare i suoi sentimenti verso Tomoe (anche se Nanami non è consapevole). In seguito diventa il famiglio di Nanami dopo averla salvata da un demone marino poiché Nanami si sacrifica per salvare Tomoe. Ha il potere di rendere ogni cosa eccezionale. Inoltre dice che ogni volta che è con Nanami può essere se stesso. Nonostante il suo essere molto ambiguo, è abbastanza intuibile che Mizuki è profondamente fedele nei confronti di Nanami e col tempo impara a rispettare e a stimare Tomoe, anche se i due non perdono mai occasione a litigare e a provocarsi tra di loro soprattutto quando si tratta dei misteriosi sentimenti di Tomoe per la loro padrona. Sarà proprio Mizuki ad aiutare Tomoe a realizzare ciò che prova davvero per la ragazza e a sostenere Nanami per salvare Tomoe dall'antica maledizione che lo affligge.
Shinjirō Kurama (鞍馬 進次郎?, Kurama Shinjirō)
Doppiato da: Daisuke Kishio
Un idol molto famoso che usa spesso l'espediente di essere un "angelo caduto", ha un trucco dallo stile gothic e spesso ha un atteggiamento da cattivo ragazzo. È un demone corvo che all'inizio voleva diventare la nuova divinità della Terra mangiando il cuore di Nanami. Dopo essere stato ostacolato da Tomoe (e in seguito salvato da Nanami), rinuncia al suo piano e comincia a considerarla come un'amica, le permette anche di rimanere nel suo appartamento quando perde temporaneamente i suoi poteri. Ha una forte antipatia per Tomoe, e i due sono spesso soliti insultarsi ogni volta che si incontrano. Ha lasciato il monte Kurama 17 anni prima e da allora vive nel mondo umano. Ha anche dimostrato di avere degli atteggiamenti più vicini a quelli degli umani rispetto agli altri (Tomoe, Mizuki, ecc). Anche lui prova qualcosa per Nanami e cerca sempre di flirtare con lei.
Onikiri (鬼切?) e Kotetsu (虎徹?)
Doppiati rispettivamente da: Natsuyo Atarashi e Chika Ōkubo
Yokai dall'aspetto di bambini calvi che indossano entrambi una maschera, sono al servizio del tempio di Nanami e sono in grado di cambiare il loro aspetto come Tomoe. Sono molto affezionati a Nanami, Tomoe e Mikage.
Numano Himemiko (沼皇女?, lett. "Principessa del Lago")
Doppiata da: Yui Horie
Un pesce gatto divenuta la divinità del lago e che vive in un palazzo sotto un lago con i suoi servitori pesci. Dieci anni fa, si è innamorata di un giovane ragazzo, Kotarō Urashima, e ha chiesto aiuto a Nanami perché voleva rivederlo ancora una volta. Come ricompensa, quando Nanami viene invitata nel suo palazzo, le fa indossare uno dei suoi lussuosi kimono, così da apparire migliore agli occhi di Tomoe.
Ryuuou Sukuna (龍王・宿儺?, Ryūō Sukuna, lett. "Re Drago")
Doppiato da: Daisuke Namikawa
Signore del mare, ha atteso di vendicarsi su Tomoe per 526 anni per avergli portato via l'occhio destro e per aver attaccato il Palazzo di Ryūgū. Ha trovato Tomoe dopo che quest'ultimo si era tuffato in mare per salvare una ragazza. L'occhio del Re Drago è considerato un elisir di lunga vita e sembra che dia grandi poteri a chiunque lo mangi. Anche se è aggressivo e capriccioso, ha molta paura di sua moglie. Rinuncia a vendicarsi contro Tomoe quando scopre che sua moglie è diventata amica di Nanami.
Kamehime (亀姫?, Kamehime, lett. "Regina Tartaruga")
Doppiata da: Akemi Okamura
Moglie del Re Dragone, è contraria al fatto che il marito voglia vendicarsi su Tomoe. Ripete sempre che l'ha sposato per il suo bel viso.

### Divinità
Mikage (ミカゲ?)
Doppiato da: Akira Ishida
Uomo misterioso ed ex-divinità della Terra al santuario, che ha lasciato più di 20 anni fa per motivi sconosciuti. Conosce Nanami quando lo salva da un cane, a cui lascia il santuario e conferisce il titolo di nuova divinità della Terra, pensando che sia più adatta di lui ad essere una divinità. Ha i capelli biondo chiari e indossa sempre un paio di occhiali, un impermeabile e un cappello. Nel manga viene rappresentato come una persona avvolta da un alone di mistero di cui non si conoscono le sue vere intenzioni, ma viene lasciato intendere che il suo obiettivo è quello di fare capire a Tomoe che fra umani e yokai può esistere l'amore e che Nanami è l'unica che può raggiungere i suoi sentimenti. Tuttavia, non è chiaro se questa è l'unica ragione che ha dato poi inizio ad una serie di circostanze ed eventi.
Narukami (鳴神?)
Doppiata da: Hyo-sei
L'impertinente ed egoista dea del tuono e ha una cotta non corrisposta per Tomoe. Appare per la prima volta nell'episodio 5, quando ruba il marchio di divinità a Nanami e con un martello magico riduce Tomoe a un bambino, prendendo il controllo del tempio per un breve periodo.

### Altri
Ami Nekota (猫田 あみ?, Nekota Ami)
Doppiata da: Satomi Satō
È la prima amica che Nanami ha a scuola. All'inizio trovava Nanami strana, anche se la trovava simpatica. Nell'episodio 6, dopo che Tomoe trasformato in Nanami la salva da un demone a scuola, ha cominciato a frequentarla e sono diventate amiche dopo che l'ha aiutata a parlare con Kurama. Ha promesso a Kurama di non dire nulla riguardo agli strani eventi che coinvolgono Nanami; pensa che Nanami sia una miko o una ragazza del tempio. È una ragazza ingenua sempre con la testa fra le nuvole, ma è una buona amica.
Kei Ueshima (上島 ケイ?, Ueshima Kei)
Doppiata da: Kaori Shimizu
È la migliore amica di Ami. Dopo che Ami e Nanami sono diventate amiche, anche lei ha cominciato a vedere Nanami come un'amica. Tra le tre, è la più matura del gruppo ma ha anche un temperamento piuttosto acceso. È una persona intuitiva e molto attenta, infatti capisce subito che a Nanami piace Tomoe, e le dà spesso consiglio su come attirare la sua attenzione. È raro vederla senza cellulare, con il quale manda messaggi a un ritmo molto veloce; il più delle volte manda messaggi senza neanche guardare il telefono.

## Media

### Manga
Scritto e illustrato da Julietta Suzuki, Kamisama Kiss è stato serializzato sulla rivista semi-mensile per manga shōjo Hana to Yume dal 20 febbraio 2008 al 20 maggio 2016. I capitoli sono stati raccolti successivamente in volumi tankōbon da Hakusensha, con il primo volume pubblicato il 19 settembre 2008. L'editore Viz Media ha acquistato i diritti per la pubblicazione in lingua inglese nel Nord America, annunciandolo al pubblico durante il New York Anime Festival del 2009. In Italia il manga è stato pubblicato da Star Comics dal 10 ottobre 2013 al 13 giugno 2018.
| Nº | Data di prima pubblicazione | Data di prima pubblicazione | Data di prima pubblicazione | Data di prima pubblicazione |
| Nº | Giapponese                  | Giapponese                  | Italiano                    | Italiano                    |
| -- | --------------------------- | --------------------------- | --------------------------- | --------------------------- |
| 1  | 19 settembre 2008           | ISBN 978-4-59-218506-2      | 10 ottobre 2013             | —                           |
| 2  | 19 gennaio 2009             | ISBN 978-4-59-218507-9      | 12 dicembre 2013            | —                           |
| 3  | 19 maggio 2009              | ISBN 978-4-59-218508-6      | 12 febbraio 2014            | —                           |
| 4  | 18 settembre 2009           | ISBN 978-4-59-218509-3      | 10 aprile 2014              | —                           |
| 5  | 19 gennaio 2010             | ISBN 978-4-59-218510-9      | 12 giugno 2014              | —                           |
| 6  | 19 maggio 2010              | ISBN 978-4-59-219216-9      | 7 agosto 2014               | —                           |
| 7  | 17 settembre 2010           | ISBN 978-4-59-219217-6      | 11 settembre 2014           | —                           |
| 8  | 17 dicembre 2010            | ISBN 978-4-59-219218-3      | 13 novembre 2014            | —                           |
| 9  | 19 maggio 2011              | ISBN 978-4-59-219219-0      | 12 febbraio 2015            | —                           |
| 10 | 20 settembre 2011           | ISBN 978-4-59-219220-6      | 8 aprile 2015               | —                           |
| 11 | 20 gennaio 2012             | ISBN 978-4-59-219291-6      | 10 giugno 2015              | —                           |
| 12 | 20 aprile 2012              | ISBN 978-4-59-219292-3      | 12 agosto 2015              | —                           |
| 13 | 20 settembre 2012           | ISBN 978-4-59-219293-0      | 7 ottobre 2015              | —                           |
| 14 | 19 ottobre 2012             | ISBN 978-4-59-219294-7      | 9 dicembre 2015             | ISBN 978-88-6920-596-5      |
| 15 | 20 febbraio 2013            | ISBN 978-4-59-219295-4      | 10 febbraio 2016            | ISBN 978-88-6920-690-0      |
| 16 | 20 agosto 2013              | ISBN 978-4-59-219296-1      | 6 aprile 2016               | ISBN 978-88-6920-907-9      |
| 17 | 20 gennaio 2014             | ISBN 978-4-59-219297-8      | 8 giugno 2016               | ISBN 978-88-226-0045-5      |
| 18 | 20 maggio 2014              | ISBN 978-4-59-219298-5      | 13 luglio 2016              | ISBN 978-88-226-0122-3      |
| 19 | 19 settembre 2014           | ISBN 978-4-59-219299-2      | 14 settembre 2016           | ISBN 978-88-226-0305-0      |
| 20 | 19 dicembre 2014            | ISBN 978-4-59-219300-5      | 11 gennaio 2017             | ISBN 978-88-226-0447-7      |
| 21 | 20 aprile 2015              | ISBN 978-4-59-221501-1      | 10 maggio 2017              | ISBN 978-88-226-0577-1      |
| 22 | 20 agosto 2015              | ISBN 978-4-59-221502-8      | 9 agosto 2017               | ISBN 978-88-226-0663-1      |
| 23 | 18 dicembre 2015            | ISBN 978-4-59-221503-5      | 8 novembre 2017             | ISBN 978-88-226-0765-2      |
| 24 | 20 aprile 2016              | ISBN 978-4-59-221504-2      | 7 febbraio 2018             | ISBN 978-88-226-0885-7      |
| 25 | 19 agosto 2016              | ISBN 978-4-59-221505-9      | 13 giugno 2018              | ISBN 978-88-226-1030-0      |

### Anime
Nel 2012 è stato prodotto un anime dalla TMS Entertainment e diretto da Akitaro Daichi. È andato in onda dal 1º ottobre al 24 dicembre 2012. La sigla di apertura si chiama Kamisama Hajimemashita ed è cantata da Hanae. Due OAV sono stati pubblicati insieme al sedicesimo volume del manga. Il primo episodio è basato sulla storia del quindicesimo volume, mentre l'altro è un episodio filler. Il primo OAV è uscito il 26 agosto 2013. Una seconda stagione è stata trasmessa dal 5 gennaio al 30 marzo 2015. Inoltre 4 episodi OAD conosciuti come Kako-hen (過去篇? lett. "L'arco del passato") hanno iniziato la messa in onda il 20 agosto 2015, e sono basati sull'arco narrativo del passato della serie, che vanno dal volume 14 fino al volume 17 della serie manga. La storia segue Nanami, mentre torna dal passato per trovare una cura contro la maledizione di Tomoe, che è stata collocata su di lui, in modo tale che diventando umano, avrebbe vissuto con Yukiji. Un ulteriore OAD, intitolato Kamisama, shiawase ni naru (神様、しあわせ に なる? lett. "La dea sarà felice") è andato in onda il 20 dicembre 2016 ed è stato allegato ad un fanbook chiamato Kamisama hajimemashita 25.5 che contiene un capitolo di 32 pagine intitolato Sono ato no futari (その あと の ふたり? lett. "Loro due in seguito") con illustrazioni colorate e anche un riassunto dei volumi dal 14 al 25 e un’intervista all'autrice.

#### Prima stagione
| Nº  | Titolo italiano (traduzione letterale) Giapponese 「Kanji」 - Rōmaji                                                                                            | In onda          | In onda |
| Nº  | Titolo italiano (traduzione letterale) Giapponese 「Kanji」 - Rōmaji                                                                                            | Giapponese       |         |
| 1   | Nanami diventa una dea 「奈々生、神様になる」 - Nanami, Kami-sama ni naru                                                                                       | 1º ottobre 2012  |         |
| 2   | La dea diventa un bersaglio 「神様、ねらわれる」 - Kami-sama, nerawareru                                                                                        | 8 ottobre 2012   |         |
| 3   | La dea accoppia due cuori 「神様、縁をむすぶ」 - Kami-sama, en wo musubu                                                                                        | 15 ottobre 2012  |         |
| 4   | La dea viene rapita 「神様、拐かされる」 - Kami-sama, kadowakasareru                                                                                            | 22 ottobre 2012  |         |
| 5   | La dea perde la sua casa 「神様、家をうしなう」 - Kami-sama, ie wo ushinau                                                                                      | 29 ottobre 2012  |         |
| 6   | La dea ha la febbre 「神様、風邪をひいた」 - Kami-sama, wa kaze o hīta                                                                                          | 5 novembre 2012  |         |
| 7   | Un appuntamento con la dea 「神様、デートに誘う」 - Kami-sama, dēto ni sasou                                                                                    | 12 novembre 2012 |         |
| 8   | La dea va al mare 「神様、海へいく」 - Kami-sama, umi e iku | 19 novembre 2012 |         |
| 9   | La dea si reca al palazzo del Re dragone! 「神様、竜宮城にいく」 - Kami-sama, ryūgūjō ni iku                                                                    | 26 novembre 2012 |         |
| 10  | Tomoe diventa un famiglio 「巴衛、神使になる」 - Tomoe, shinshi ni naruLa dea va ad un appuntamento di gruppo 「神様、合コンにいく」 - Kami-sama, goukon ni iku | 3 dicembre 2012  |         |
| 11  | Il famiglio va in città 「神使、街にでかける」 - Shinshi, machi ni dekakeru                                                                                     | 10 dicembre 2012 |         |
| 12  | Nanami smette di essere una dea 「奈々生、神様をやめる」 - Nanami, Kami-sama o yameru                                                                           | 17 dicembre 2012 |         |
| 13  | Sono diventata una dea 「神様はじめました」 - Kamisama hajimemashita                                                                                            | 24 dicembre 2012 |         |
| OAV | La dea viene abbandonata 「神様, 捨てられる」 - Kamisama, suterareru                                                                                            | 20 agosto 2013   |         |
| OAV | La dea va alle sorgenti termali 「神様, 温泉にいく」 - Kamisama, onsen ni iku                                                                                   | 20 agosto 2013   |         |

#### Seconda stagione
| Nº | Titolo italiano (traduzione letterale) Giapponese 「Kanji」 - Rōmaji                                       | In onda          | In onda |
| Nº | Titolo italiano (traduzione letterale) Giapponese 「Kanji」 - Rōmaji                                       | Giapponese       |         |
| 1  | Ho ricominciato ad essere una dea 「神様またはじめました」 - Kami-sama mata hajimemashita                  | 6 gennaio 2015   |         |
| 2  | La divinità va ad Izumo 「神様, 出雲へいく」 - Kami-sama, Izumo e iku                                      | 13 gennaio 2015  |         |
| 3  | La dea piomba nell'aldilà 「神様, 黄泉におちる」 - Kami-sama, yomi ni ochiru                               | 27 gennaio 2015  |         |
| 4  | La dea corre nell'aldilà 「神様, 黄泉をかける」 - Kami-sama, yomi o kakeru                                 | 3 febbraio 2015  |         |
| 5  | La dea fa la sua dichiarazione d'amore 「神様, 二度目の告白をする」 - Kami-sama, nidome no kokuhaku o suru | 10 febbraio 2015 |         |
| 6  | La dea incontra un piccolo tengu 「神様, 小天狗にあう」 - Kami-sama, kotengu ni au                         | 17 febbraio 2015 |         |
| 7  | La dea va sul monte Kurama 「神様, 鞍馬山へいく」 - Kami-sama, Kurama-yama e iku                           | 24 febbraio 2015 |         |
| 8  | La dea si intrufola 「神様, 潜入する」 - Kami-sama, sennyuu suru                                           | 3 marzo 2015     |         |
| 9  | La dea viene incastrata 「神様, ふいうちをくらう」 - Kami-sama, fuiuchi o kurau                            | 10 marzo 2015    |         |
| 10 | La dea riceve una dichiarazione d'amore 「神様, 告白される」 - Kami-sama, kokuhaku sareru                  | 17 marzo 2015    |         |
| 11 | La dea torna ad essere una bambina 「神様, こどもにもどる」 - Kami-sama, kodomo ni modoru                  | 24 marzo 2015    |         |
| 12 | La dea riceve una proposta di matrimonio 「神様, 求婚される」 - Kami-sama, kyuukon sareru                  | 31 marzo 2015    |         |

#### Kako-hen(OAD)
| Nº | Titolo italiano (traduzione letterale) Giapponese 「Kanji」 - Rōmaji       | In onda          | In onda |
| Nº | Titolo italiano (traduzione letterale) Giapponese 「Kanji」 - Rōmaji       | Giapponese       |         |
| 1  | La dea salta nel passato 「神様、過去にとぶ」 - Kamisama, kako ni tobu     | 20 agosto 2015   |         |
| 2  | La volpe si innamora 「狐、恋に落ちる」 - Kitsune, koi ni ochiru           | 18 dicembre 2015 |         |
| 3  | La dea diventa una sposa 「神様、花嫁になる」 - Kamisama, hanayome ni naru | 20 aprile 2016   |         |
| 4  | La dea incontra qualcuno 「神様、迎えにいく」 - Kamisama, mukae ni iku     | 19 agosto 2016   |         |
| 5  | La dea sarà felice 「神様、しあわせ に なる」 - Kamisama, shiawase ni naru | 20 dicembre 2016 |         |

## Accoglienza
Liz Adler di CBR.com ha classificato Nanami Momozono come l'ottava protagonista più amata degli shōjo.